# واحشني جدا (ألبوم)
واحشني جدا هو البوم للفنان التونسي صابر الرباعي، تم إصداره عام 2009.

## قائمة الأغاني
- انا قولت اسال  - 4:16
- ايه ده معقوله  - 3:58
- حلفت اقولك  - 4:43
- رساله حب  - 3:46
- سلام  - 6:10
- صرخه  - 9:47
- عشيرى الغالى  - 4:28
- على نار  - 4:36
- واحشني جدا  - 5:00
- يا غلا  - 4:49